# Daewoo Prince
Der Daewoo Prince ist ein Automodell des südkoreanischen Herstellers Daewoo. Er wurde zwischen 1991 und 1997 produziert und war in der oberen Mittelklasse angesiedelt. Die technische Plattform bildete der Opel Rekord E, jedoch wurde die Karosserie des Prince von Daewoo neu gestaltet. Der Prince war mit zwei Motoren erhältlich, nämlich mit einem 1,8-Liter- und einem 2,0-Liter-Motor von Opel. Die Luxusversion des Prince heißt Brougham. Nach Deutschland wurde der Prince offiziell nicht importiert.